# Wagner-Werke-Verzeichnis
Wagner-Werke-Verzeichnis ("Catálogo de obras de Wagner"), costumeiramente abreviado para WWV, é um guia musicológico e de catalogação das 113 composições musicais de Richard Wagner, compilada por John Deathridge, Martin Geck, and Egon Voss.
O catálogo se baseia na evidência compilada a partir dos manuscritos originais do próprio Wagner, e no exame de todos os esboços, rascunhos e partituras. Também inclui guias das várias edições das obras que foram lançadas, e explicações das práticas performáticas ao longo da história.